# Piton de la Petite Rivière Noire
Piton de la Petite Rivière Noire (828 m n. m.) je hora v pohoří Chaîne de la Rivière Noire na ostrově Mauricius v západní části Indického oceánu. Leží na území distriktu Rivière Noire v jihozápadní části ostrova. Jedná se o nejvyšší horu Mauricia. Hora je součástí největšího mauricijského národního parku Black River Gorges National Park (francouzsky Parc national des gorges de Rivière Noire), registrovaného mezi přírodními lokalitami, usilujícími o zápis na seznam světového dědictví UNESCO.